# Анна фон Хоенберг
Анна/ Агнес фон Хоенберг (на немски: Anna/Agnes von Hohenberg; † 5 юни 1366) е графиня от швабския род Хоенберг-Ротенбург и чрез женитба херцогиня на Тек.

## Живот
Дъщеря е на граф Рудолф II фон Хоенберг († 1335) и съпругата му графиня Маргарета фон Насау-Хадамар († 1370), дъщеря на граф Емих I фон Насау-Хадамар († 1334) и Анна фон Цолерн-Нюрнберг († ок. 1357).
Анна се омъжва пр. 3 ноември 1349 г. за херцог Конрад IV фон Тек (* ок. 1309; † 5 септември 1352, убит в Мюнхен), баварски хауптман в Горна Бавария (1350) и в Тирол (1352) от род Церинги, син на херцог Симон I фон Тек († 1316) и Агнес фон Хелфенщайн († 1334). Бракът е бездетен.
Тя умира на 5 юни 1366 г. и е погребана в Кирххайм.